# Pierrefitte-en-Cinglais
Pierrefitte-en-Cinglais település Franciaországban, Calvados megyében. Lakosainak száma 237 fő (2022. január 1.). Pierrefitte-en-Cinglais Bonnœil, Cossesseville, Donnay, La Pommeraye, Saint-Omer, Tréprel és Pont-d’Ouilly községekkel határos.

## Népesség
A település népességének változása:
| Lakosok száma | 305  | 285  | 237  | 248  | 266  | 259  | 257  | 247  | 242  | 237  |
|               | 1968 | 1982 | 1990 | 2006 | 2013 | 2015 | 2017 | 2019 | 2020 | 2022 |